# No Smoking Orchestra
A No Smoking Orchestra (vagy Emir Kusturica & The No Smoking Orchestra) egy szerb garázsrock/gypsy punk/világzene együttes.

## Története
1993-ban alakult Belgrádban. Nele Karajlic a bosnyák háború alatt elköltözött Belgrádba és Zabranjeno pušenje név alatt zenélt változó felállással, annak ellenére, hogy nem rendelkezett a név jogaival. 1998-ban a zenekar Emir Kusturica Macska-jaj című filmjének zenéjét szerezte. 1999 óta a zenekar rendszeresen koncertezik. Maga a Zabranjeno pušenje név szerbül dohányozni tilos-t jelent, és az angol No Smoking is ugyanezt jelenti. Kusturica 1987-ben a Zabranjeno pušenje basszusgitárosa is volt. A No Smoking Orchestra eddigi pályafutása alatt nyolc lemezt jelentetett meg. Magyarországon először a 2012-es Sziget Fesztiválon léptek fel. 2018-ban másodszor is felléptek Magyarországon, a budapesti Hősök terén.

## Tagok
- Emir Kusturica – ritmusgitár, gitár, vokál (1998–)
- Dejan Sparavelo – hegedű, ének (1996–)
- Stribor Kusturica – dob, ütős hangszerek, vokál (1996–)
- Zoran Milesovic – harmonika (1998–)
- Nenad Petrovic – szaxofon (1999–)
- Zoran Marjanovic – ütős hangszerek, dob (2001–)
- Goran Popovic – trombita, tuba, basszusgitár (2001–)

## Korábbi tagok
- Nenad Jankovic (születési nevén Nele Karajlić) – ének, vokál, billentyűk (1993–2012)
- Drazen Jankovic – billentyűk, orgona, vokál (1996–2018)
- Goran Markovski – basszusgitár, balalajka (1996–2005)
- Goran Jakovljevic – gitár (1996–1998)
- Aleksander Balaban – tuba, trombita (1998–2001)
- Nenad Gojin – gitár, ritmusgitár, akusztikus gitár (1999–2004)
- Ivan Maksimovic – gitár, ritmusgitár, akusztikus gitár, buzuki (2004–2019)

## Diszkográfia
- Ja nisam odavle (1997) (Zabranjeno pusenje név alatt)
- Black Cat, White Cat (filmzene, 1998)
- Unza Unza Time (2000)
- Life is a Miracle (2004)
- Live is a Miracle in Buenos Aires (koncertalbum, 2005)
- Emir Kusturica's Time of the Gypsies Punk Opera (2007)
- The Best of Emir Kusturica and the No Smoking Orchestra (válogatáslemez, 2009)
- Corps Diplomatique (2018)